# Guodian
Guodian (kinesiska: 郭店, 郭店乡) är en socken i Kina. Den ligger i provinsen Henan, i den centrala delen av landet, omkring 230 kilometer öster om provinshuvudstaden Zhengzhou. Antalet invånare är 34 215. Befolkningen består av 17 526 kvinnor och 16 689 män. Barn under 15 år utgör 20,0 %, vuxna 15-64 år 68 %, och äldre över 65 år 10,0 %.
Genomsnittlig årsnederbörd är 945 millimeter. Den regnigaste månaden är juli, med i genomsnitt 207 mm nederbörd, och den torraste är januari, med 9 mm nederbörd.